# Gryssjö småtjärnar
Gryssjö småtjärnar är en sjö i Lindesbergs kommun i Västmanland och ingår i Norrströms huvudavrinningsområde.